# Diacyclops alabamensis
Diacyclops alabamensis – gatunek widłonoga z rodziny Cyclopidae. Nazwa naukowa gatunku została po raz pierwszy opublikowana w 1992 roku przez amerykańską biolog Janet W. Reid z Narodowego Muzeum Historii Naturalnej w Waszyngtonie (część Smithsonian Institution).